# Герб Лесото
Герб Лесото був прийнятий 4 жовтня 1966 після визнання незалежності. Зображений крокодил на щиті Басото — це символ держави утворюючої нації Лесото — Суто. На гербі позаду щита зображені два перехрещені списи (зброя 19-ого століття) і шматок золотої шкіри — символ основного заробітку Лесото. Ліворуч і праворуч від щита зображено два коні Басуто. Також внизу герба розташовується золота стрічка з національним девізом: «Мир, Дощ, Процвітання» (на мові Сесото: Khotso, Pula, Nala).

## Галерея

Герб Лесото 1966 - 2006.